# Alángorssûp Sermia
Alángorssûp Sermia är en glaciär i Grönland (Kungariket Danmark).   Den ligger i kommunen Qaasuitsup, i den västra delen av Grönland, 1 000 km norr om huvudstaden Nuuk. Alángorssûp Sermia ligger 247 meter över havet.
Terrängen runt Alángorssûp Sermia är huvudsakligen kuperad. Alángorssûp Sermia ligger nere i en dal.  Trakten runt Alángorssûp Sermia är nära nog obefolkad, med mindre än två invånare per kvadratkilometer. Det finns inga samhällen i närheten. Trakten runt Alángorssûp Sermia är permanent täckt av is och snö.